# Grej
Grêj (tudi izvirno angleško gray, [grêj]; simbol Gy) je izpeljana enota mednarodnega sistema enot za absorbirano dozo. Enota je poimenovana v čast britanskemu fiziku Louisu Haroldu Grayu.

## Definicija
En grej ustreza enemu džulu energije, ki jo visokoenergijski delci ob prehodu skozi snov predajo enemu kilogramu te snovi; 1 Gy = 1 J/kg.
Ob greju je za merjenje absorbirane doze v rabi še stokrat manjša stara enota rad.